# جوش روبنسون
جوش روبنسون (بالإنجليزية: Josh Robinson)‏ (و. 1991  م) هو لاعب كرة قدم أمريكية، من الولايات المتحدة، ولد في صنرايز، يلعب كظهير خلفي ‏.

## التعليم
تعلم في Plantation High School ‏.